# Ture (Name)
Ture, Thure ist ein skandinavischer männlicher  Vorname.

## Herkunft, Bedeutung und Verbreitung
Der Name ist eine nordgermanische Variante von Tore, der sich aus dem Namen des altgermanischen Donner-Gottes Thor ableitet. Nach 1900 erlangte der Name vor allem in Schweden größere volkssprachliche Verbreitung. Die finnische Variante ist Tuukka.
In den zwanziger Jahren wurde der Name dann auch in Deutschland populär, wenngleich hier zunächst meist mit „h“ geschrieben, also als Thure. 

## Bekannte Namensträger

### Thure
- Thure Ahlqvist (1907–1983), schwedischer Boxer
- Thure Andersson (1907–1976), schwedischer Ringer
- Thure Annerstedt (1806–1880), schwedischer lutherischer Theologe und Bischof
- Thure Cederström (1843–1924), schwedischer Genremaler der Düsseldorfer und Münchner Schule
- Thure von Klinckowström (1887–1973), deutscher Verwaltungsbeamter
- Thure Gustav Klinckowström (1693–1765), Kanzler von Schwedisch-Pommern
- Thure Leonard Klinckowström (1735–1821), schwedischer Oberhofmarschall und Präsident des Wismarer Tribunals
- Thure Lindgren (1921–2005), schwedischer Skispringer
- Thure Lindhardt (* 1974), dänischer Schauspieler
- Thure Aksel Nieminen (1894–1968), finnischer Skispringer
- Thure Riefenstein (* 1965), deutscher Schauspieler und Regisseur
- Thure Georg Sahama (1910–1983), finnischer Geochemiker, Geologe und Mineraloge
- Thure Sjöstedt (1903–1956), schwedischer Ringer
- Thure von Uexküll (1908–2004), deutscher Mediziner
- Thure Westerdahl (1904–1936), schwedischer Fußballspieler

### Ture
- Ture Axelsson (1921–2012), finnischer Kanute
- Ture Johan Bielke (1742–1792), schwedischer Jurist
- Ture Hedman (1895–1950), schwedischer Turner
- Ture Nerman (1886–1969), schwedischer Kommunist, Journalist und Autor
- Ture Ödlund (1894–1942), schwedischer Curler
- Ture Person (1892–1956), schwedischer Sprinter
- Ture Håkan Pettersson (1949–2008), schwedischer Eishockeyspieler
- Ture Rangström (1884–1947), schwedischer Komponist, Dirigent, Gesangslehrer und Musikkritiker
- Ture Wersäll (1883–1965), schwedischer Tauzieher

Zweitname
- Bernt Ture von zur Mühlen (1939–2021), deutscher Buchwissenschaftler